# Muggiano (Milano)
Muggiano (Muggian in dialetto milanese, AFI: [myˈdʒãː]) è un quartiere  situato all'estremità occidentale di Milano, appartenente al  Municipio  7 e al NIL n. 54 "Muggiano". 
Costituisce un piccolo borgo e conta circa 3 000 abitanti. Confina con Cesano Boscone, Cusago, Settimo Milanese e Trezzano sul Naviglio.

## Storia

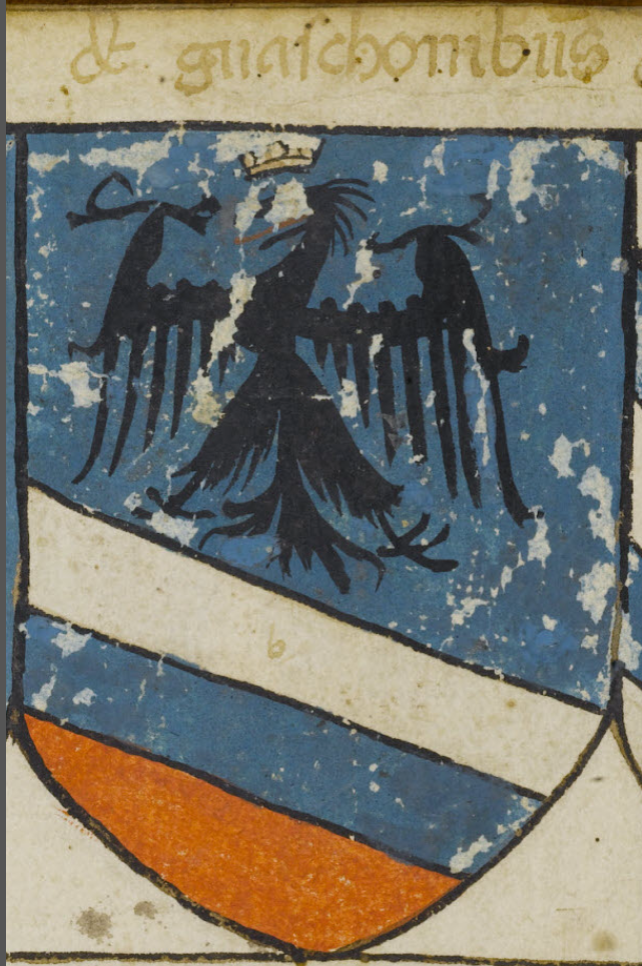
Stemma della nobile famiglia Guasconi, dalla quale derivano i nomi delle Cascine Guascona e Guasconcina

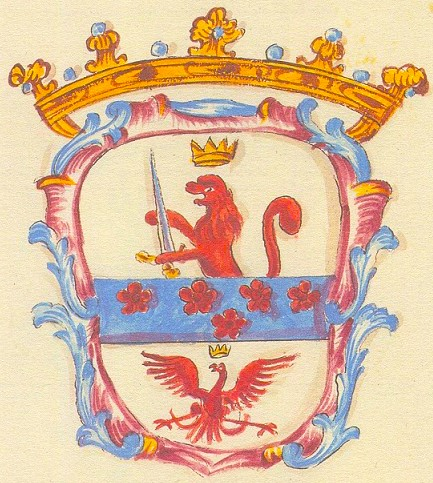
Stemma della famiglia Caravaggi o Caravaggio

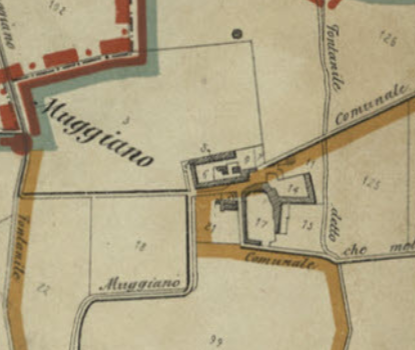
Muggiano nel 1890 circa

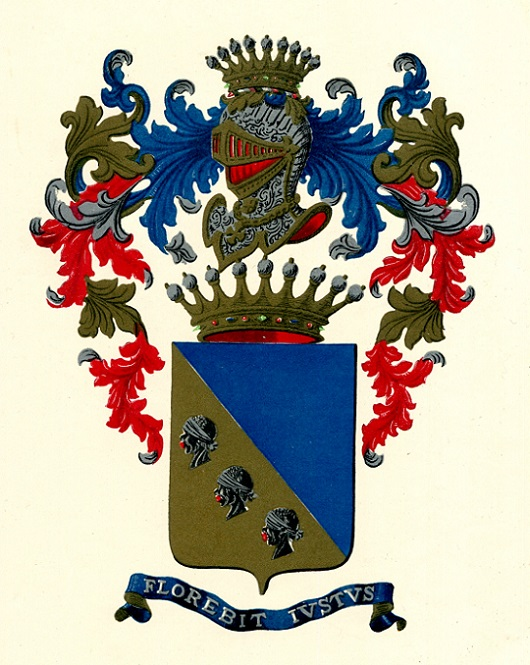
Stemma della famiglia Negri da Oleggio

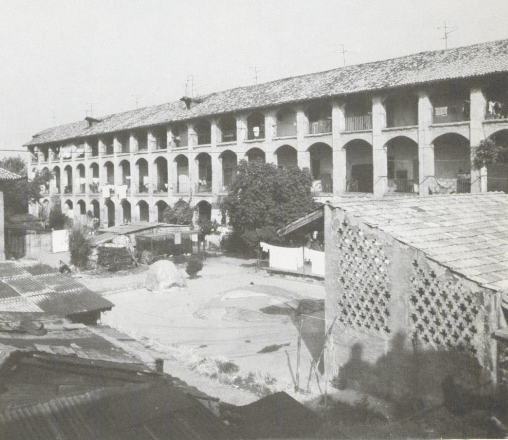
La Corte Grande in una fotografia d'epoca

Il nome "Muggiano" è di origine romana: esso indicava un insediamento di coloni chiamato Modianus, dal nome romano dell'assegnatario di quel terreno, Modius. In seguito il nome cambiò da "Muziano" a "Mugiano" per poi diventare "Muggiano".
Tra i maggiori possidenti si ricordano la famiglia Guasconi nel XV secolo, la famiglia Caravaggio a cavallo tra il XVI e il XVII secolo e la famiglia Della Porta nel XVIII secolo.
Muggiano fu comune autonomo confinante con Baggio a nordest, Cesano Boscone ad est, Loirano a sud, e Assiano ad ovest. Insieme con le frazioni Guascona, Guasconcina e, dal 1841, Assiano, nel 1869 venne inglobato dall'allora Comune di Baggio, come peraltro accaduto già nel 1811 dopo un breve biennio sotto Cesano. Nel 1923 fu poi Baggio a venire unita a Milano.
In ambito cattolico nel 1901 venne fondata la Società dei Probi Contadini di Muggiano per permettere ai braccianti di prendere in affitto collettivo i terreni senza l'intermediazione del fittabile. L'affitto, della durata di 12 anni, riguardava 1.300 pertiche di terreno.
Nella Guida di Milano e provincia, Edizione LXI, 1940-1941, tra i maggiori possidenti a Muggiano risulta il conte dr. Vincenzo Negri da Oleggio che era proprietario della Corte Grande, della Corte Lucini e della Corte Bislunga.
Muggiano è isolato dalla città di Milano dalla barriera della tangenziale Ovest di Milano. Nella seconda metà del XX secolo il quartiere era sguarnito di molti servizi primari, poste e negozi, e aveva solamente una chiesa, una scuola e un piccolo cimitero.
Le Cascine Guascona e Guasconcina e il paese di Muggiano furono raggiunti dalla rete idrica solamente all'inizio degli anni Settanta del Novecento. In precedenza gli abitanti delle suddette località usavano ancora i pozzi.
Nel 1983 erano iniziati gli insediamenti abusivi di nomadi slavi ed in seguito il Comune di Milano costruì un campo per gli stessi. Nel 2021 il campo nomadi di via Martirano è stato smantellato.
Alla fine degli anni '90 il paesaggio era costituito, in gran parte, da terreni agricoli e da cascine.
All'inizio degli anni 2000 è stato costruito un nuovo quartiere di edilizia convenzionata (Aler e cooperative) all'interno del paese che ha incrementato notevolmente la popolazione;
Di notevole interesse storico rivestono la Corte Grande, la Cascina Molino del Paradiso, le Cascine Guascona e Guasconcina e la chiesa di Santa Marcellina. Dal punto di vista naturalistico è degno di nota il Parco della Cava di Muggiano. Sono inoltre presenti un asilo nido, una scuola materna e una elementare, e qualche piccola attività commerciale. Nonostante appartenga al comune di Milano è molto distante dal centro, circa 10 km, per cui i centri urbani di riferimento sono Cesano Boscone e Baggio.
Il reticolo di canali e fontanili che irrigano i campi di Muggiano è risalente di certo al medioevo (ma probabilmente anche all'epoca romana). La zona è molto ricca di acqua - la falda acquifera è tra le più alte della città - e sin dai secoli addietro il quartiere ha avuto una grande fortuna nel settore dell'agricoltura. Ad oggi vengono coltivati mais e riso a rotazione.
Nel quartiere, ma svariati chilometri di distanza dall'abitato, è localizzato un vasto insediamento dell'Amsa, dedicato al trasferimento, allo stoccaggio e al trattamento di numerose tipologie di rifiuti urbani.
Dal 2015, nel quartiere Muggiano, viene avviata la costruzione di un Centro Sportivo comunale dotato di piscine, palestre, centro medico sportivo, campi di calcio e bar.

## Monumenti e luoghi d'interesse

### Architetture civili

#### Cascine Guascona e Guasconcina
Le Cascine Guascona e Guasconcina si trovano in via Guascona e risalgono al XV secolo; notevole è il portale artistico della Cascina Guascona che consiste in un arco rialzato, a ferro di cavallo e adornato da una colonna per lato.

#### Cascina Molino del Paradiso
La Cascina Molino del Paradiso, detta anche la Braschetta, si trova in via Antonio Mosca al n. 118 ed è una delle più antiche di Muggiano.. La stessa risale al XIII secolo ed è citata la prima volta in un documento del 1465, nel quale Johannes De Braschis risulta essere proprietario del mulino e di tutta l’area circostante. Nel XVIII secolo la cascina era di proprietà della nobile famiglia dei Visconti di Modrone.

#### Cascina Corte Grande
La Corte Grande si trova in via Antonio Mosca al n. 198 ed è un imponente esempio di residenza contadina. In passato veniva denominata Cascina Muggiano. Si tratta di un'abitazione civile già esistente nel XVIII secolo (Catasto Teresiano) e risalente nelle forme attuali ai restauri succeduti a un incendio verso il 1850 .. Il lato lungo nord-occidentale è composto da archi disposti su tre piani. Sul lato corto esterno della Corte Grande c'è il fontanile Cornelio, restaurato recentemente.
Il complesso era costituito dalle case per salariati a portici e logge, dalle abitazioni a ballatoio, da portici, stalle e servizi.
Nel 1884 una parte della cascina crollò e nove persone rimasero sepolte sotto le macerie e riportarono ferite. All'epoca il complesso era di proprietà del sig. Righini che abitava a Milano in via S. Giuseppe.
Nel 1940 la Corte Grande era di proprietà del conte dr. Vincenzo Negri da Oleggio che possedeva anche altri immobili nelle adiacenze (Corte Lucini e Corte Bislunga).
Di fronte alla Corte Grande si trova la Cascina Corte Lucini.

#### Mulino del Paradiso
Il Mulino del Paradiso si trova in via Antonio Mosca al n. 118, all'incrocio di via Sergio Antonelli. Si tratta di un mulino tuttora attivo sul fontanile Sant'Agnese.

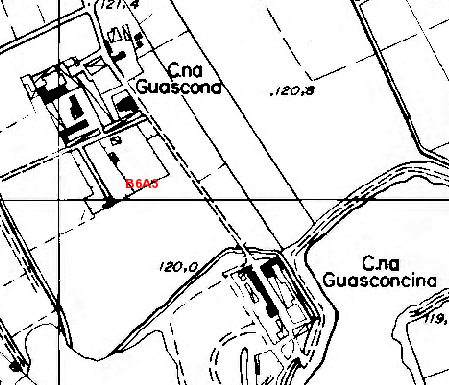
Le Cascine Guascona e Guasconcina nel territorio di Muggiano, direzione Trezzano sul Naviglio
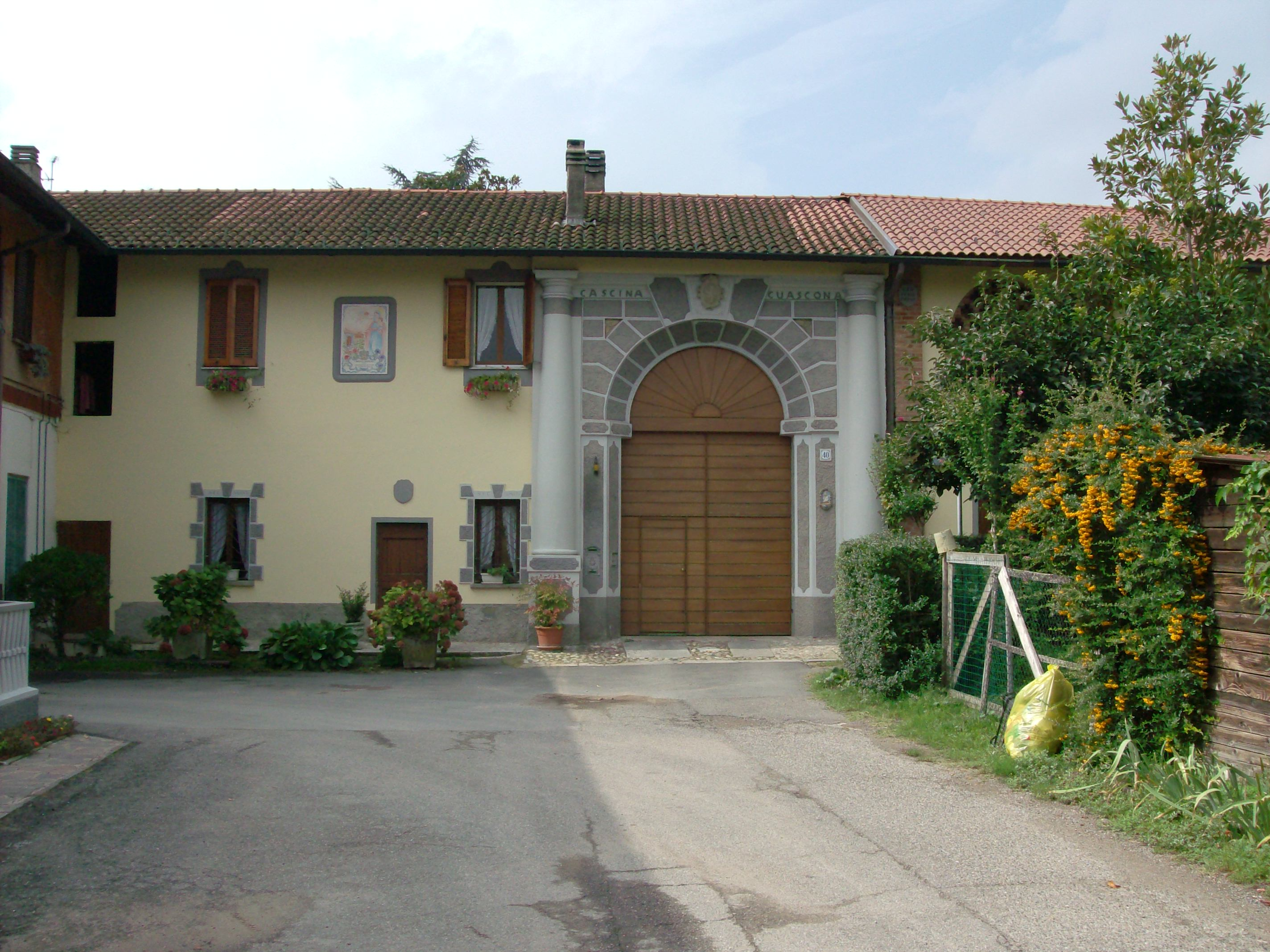
Cascina Guascona
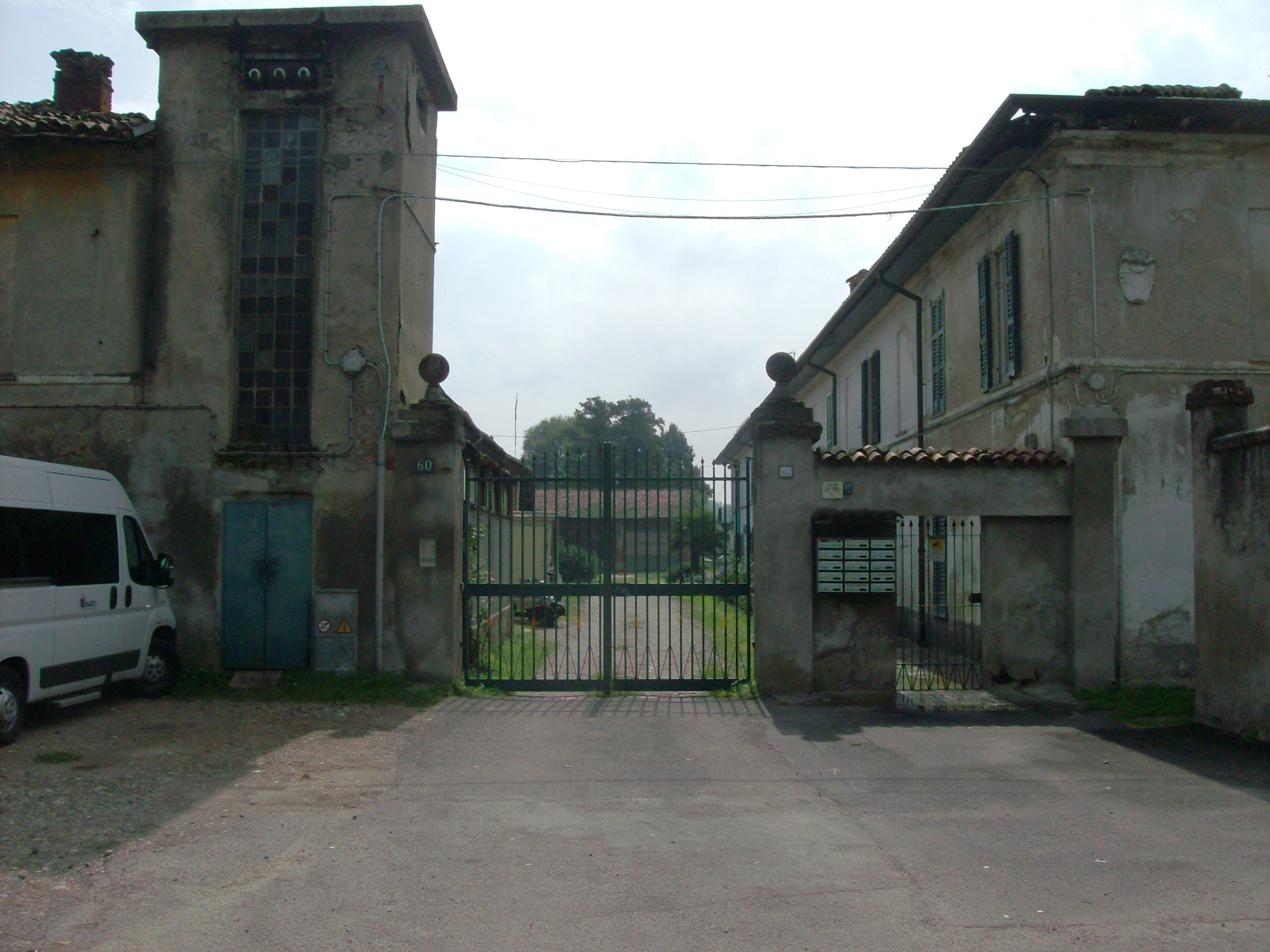
Cascina Guasconcina
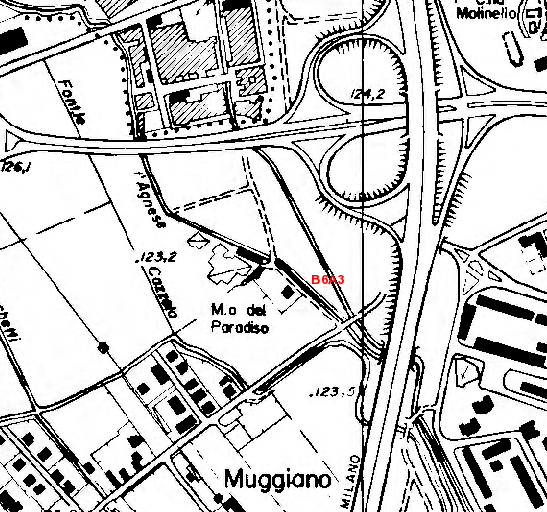
La Cascina Molino del Paradiso o della Braschetta e il Fontanile Sant’Agnese
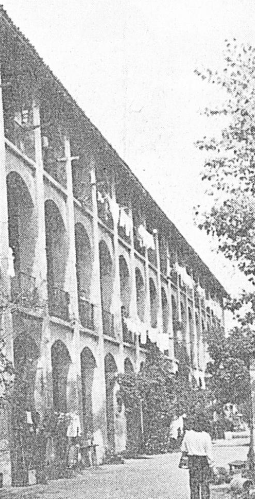
Corte Grande nel 1972
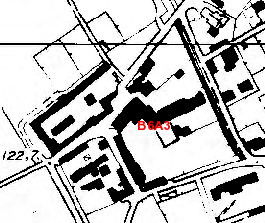
La Corte Grande, la Corte Lucini e la Corte Bislunga
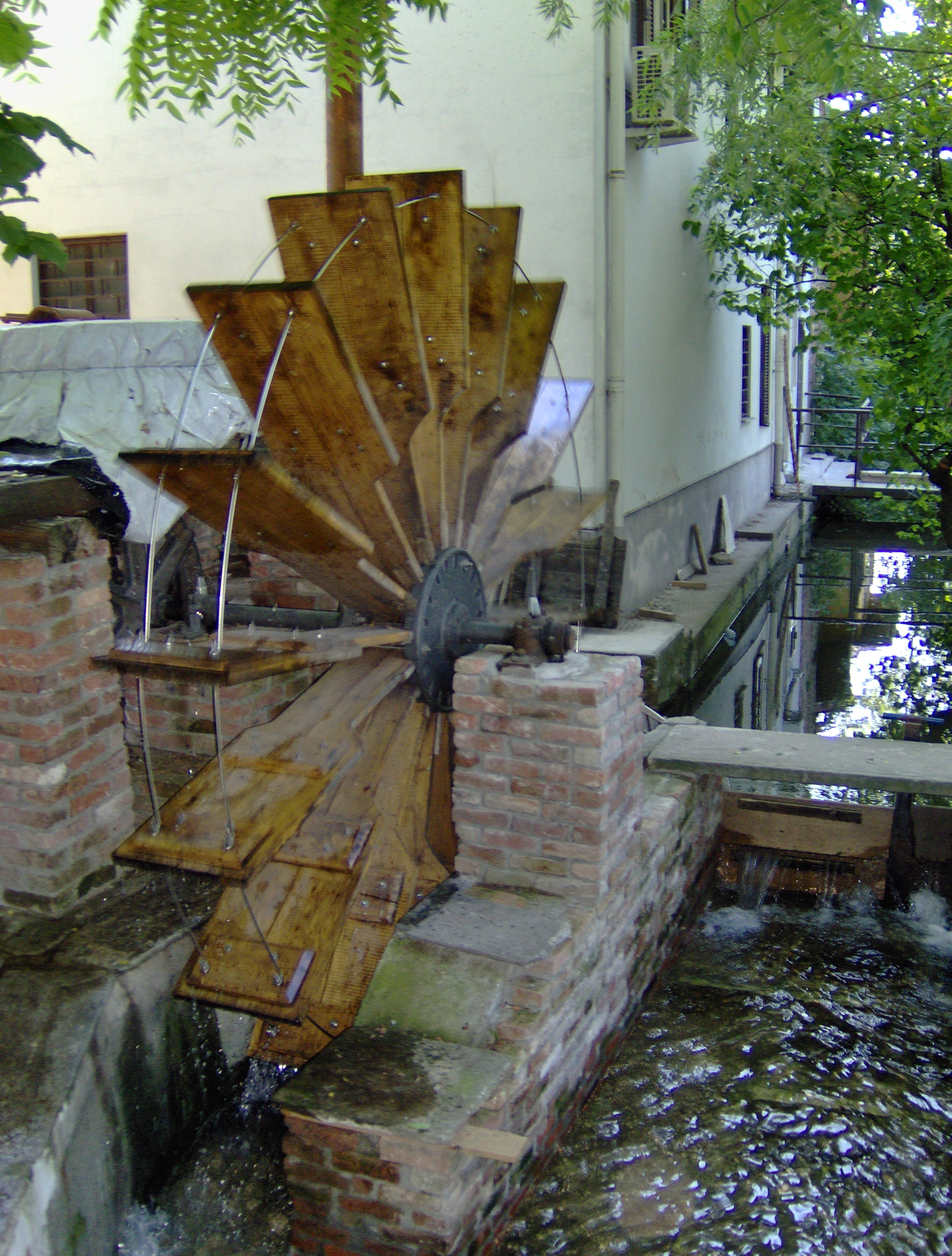
Mulino del Paradiso e fontanile Sant'Agnese. Si tratta di una ricostruzione di un mulino d'epoca

### Architetture religiose
- La Chiesa di Santa Marcellina in Muggiano, costruita negli anni 1909 - 1911, fu la sede della nuova parrocchia eretta con decreto 23 dicembre 1898 dell'arcivescovo Andrea Carlo Ferrari[25].

### Aree naturali

#### Parco della Cava di Muggiano
Il Parco della Cava di Muggiano è stato costituito su terreni che erano di pertinenza della Cascina Guasconcina ed è situato all'estremo confine della città, nella striscia di terra fra due vaste cave, la Cava di Muggiano e il Lago dei Cigni. È inserito nel Parco Agricolo Sud e rappresenta l'area di verde sub-urbano più significativa nella quale vi sono numerosi fontanili. Tra questi ultimi si ricordano: Cappello del Prete, Ferro di Cavallo e degli Assi. Nel parco è presente una gran varietà di alberi e di arbusti: pioppi neri e bianchi, querce, ontani neri, salici, aceri, frassini maggiori, tigli, sambuchi, esemplari di corniolo, nocciolo, cappello del prete, biancospino e le robonie.

#### Cava Cascina Guascona
La Cava Cascina Guascona, detta anche Cava di Muggiano, si estende per circa 30 ettari (di cui 21 a lago) e si trova nel territorio dei comuni di Milano e di Trezzano sul Naviglio. Non più attiva, la  stessa è stata trasformata in un lago formato da acqua di falda. La porzione della cava sita in Comune di Milano è stata scavata su terreni che erano di pertinenza della Cascina Guascona. La coltivazione della medesima avveniva solo in territorio di Milano e consisteva nell'estrazione di sabbia e ghiaia. In origine era di proprietà privata, era ancora attiva nel 1973 e attualmente è in gran parte di proprietà comunale. Un tratto di sponda della Cava Cascina Guascona sito in via Martirano appartiene alla Immobiliare Cave Sabbia di Trezzano S.r.l. dei sig.ri Lavatelli; il terreno che si trova sulle rive della Cava Cascina Guascona, a nord di Trezzano sul Naviglio, è di proprietà dell'imprenditore Marco Cabassi. 

#### Cava Cascina Guasconcina
La Cava Cascina Guasconcina si trova in via Guascona, in una zona ricca  di vegetazione arborea nei pressi del fontanile Branzino. La medesima è stata scavata su terreni che erano di pertinenza della Cascina Guasconcina. In origine era una cava di prestito coltivata per la formazione dell'autostrada Tangenziale Ovest Milano, di proprietà del Comune di Milano e dell'Impresa Costruzioni Lodigiani. In seguito la ex cava è divenuta una riserva di pesca e ha assunto la denominazione "Lago dei Cigni".

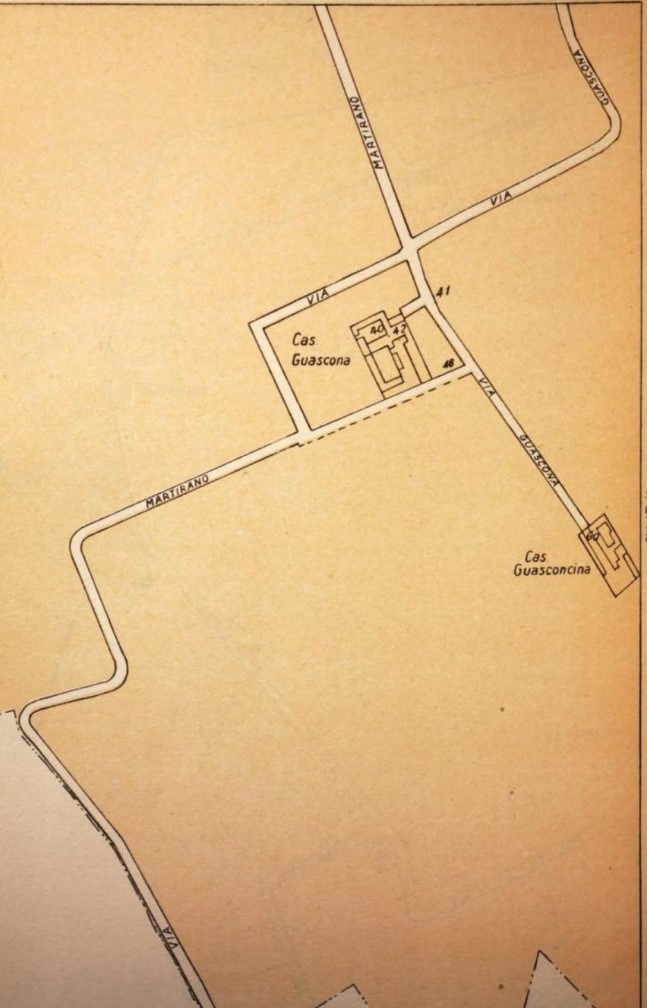
Mappa del 1940 nella quale, sotto la Cascina Guascona, si vedono i terreni dove ora c'è la Cava Cascina Guascona
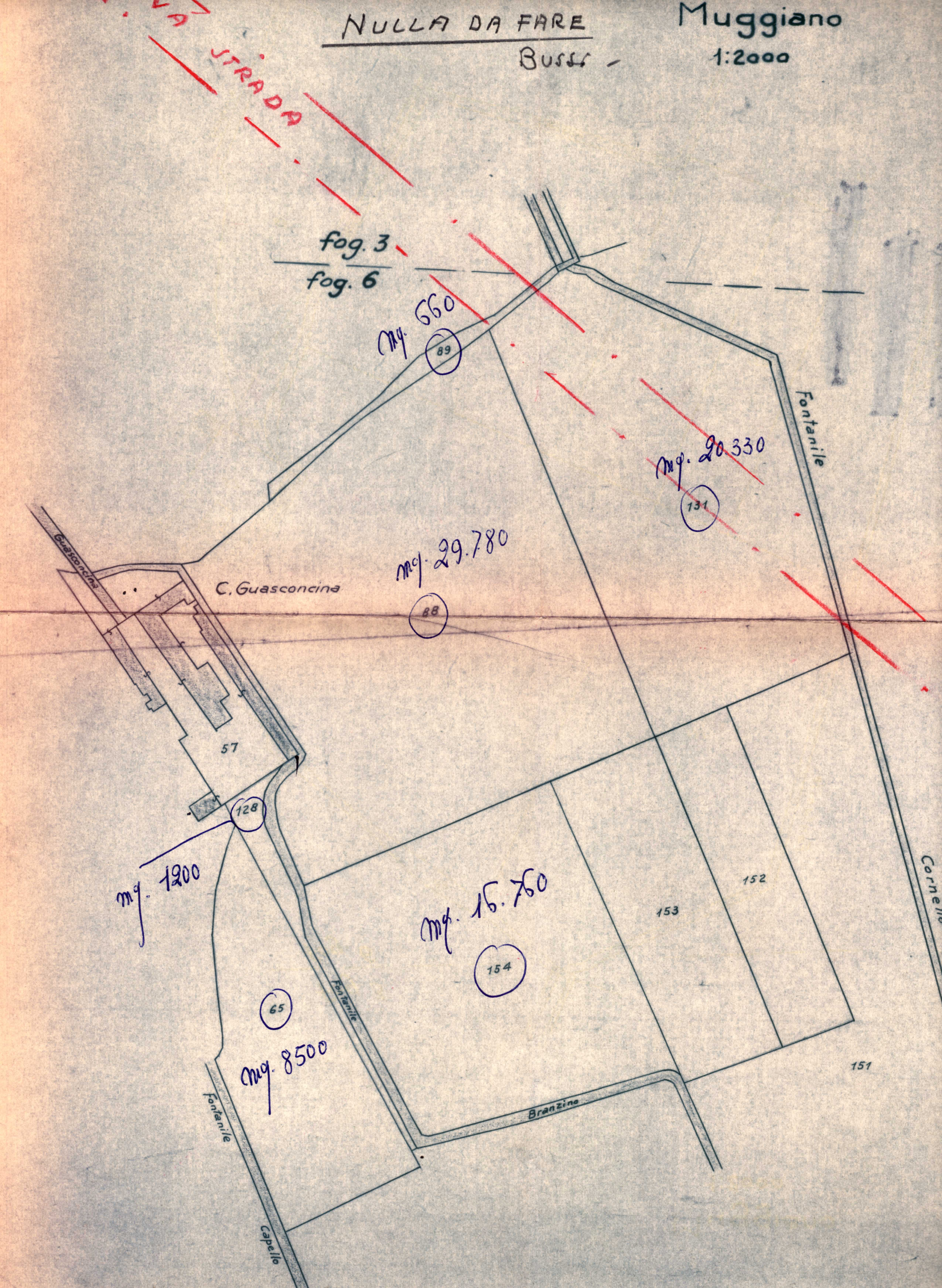
La Cascina Guasconcina con i terreni facenti parte della tenuta nel 1960 circa: si vedono i terreni dove ora ci sono il Parco della Cava di Muggiano e la Cava Cascina Guasconcina
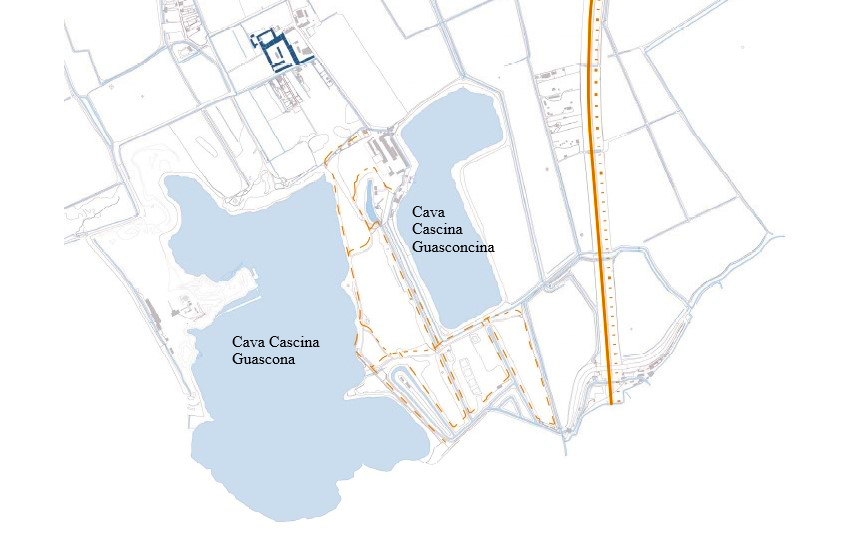
La Cava Cascina Guascona detta anche Cava di Muggiano e la Cava Cascina Guasconcina nota anche con il nome di "Lago dei Cigni"
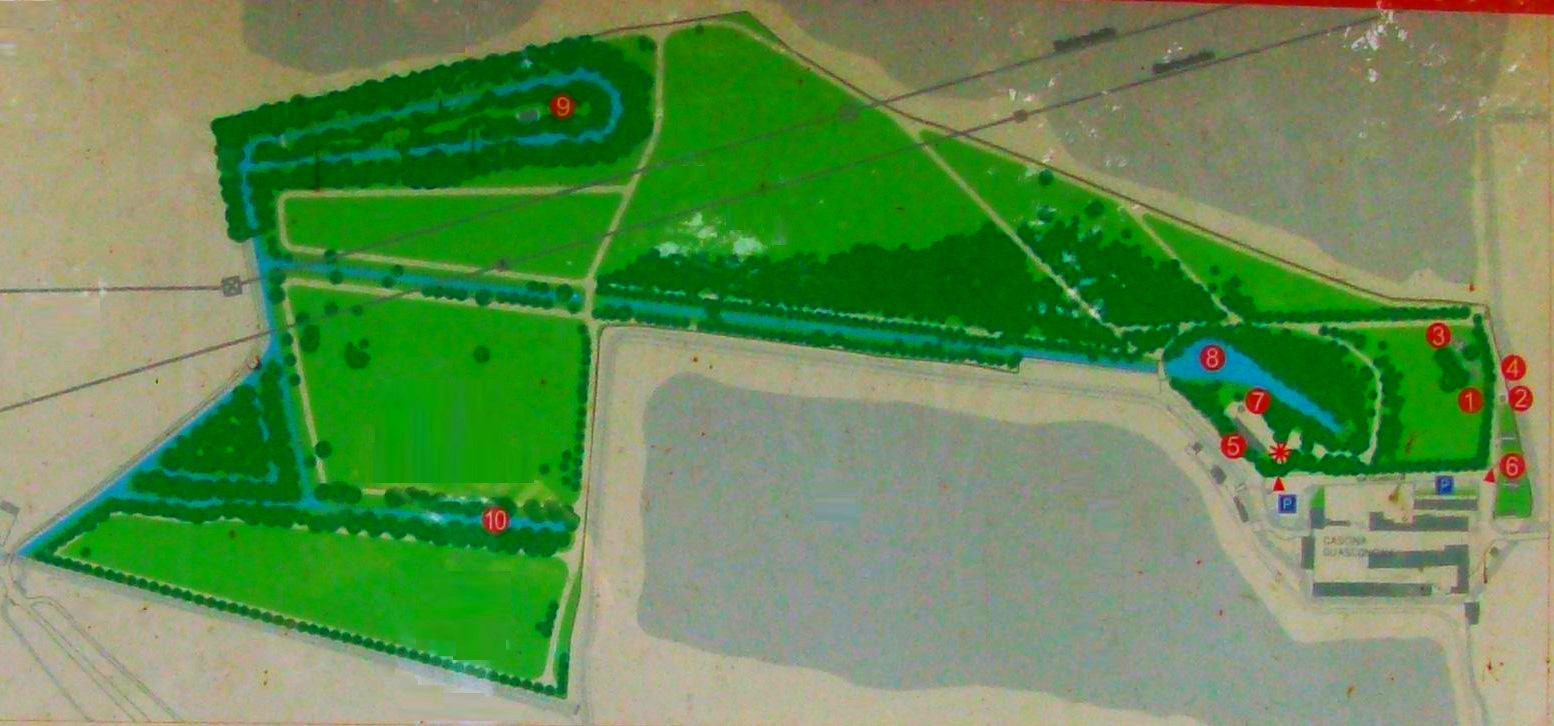
Il Parco della Cava di Muggiano, una parte del Lago dei Cigni e la Cascina Guasconcina. Al n. 8 è indicato il fontanile "Cappello del Prete", al n. 9 il fontanile "Ferro di cavallo" e al n. 10 il fontanile "degli Assi"
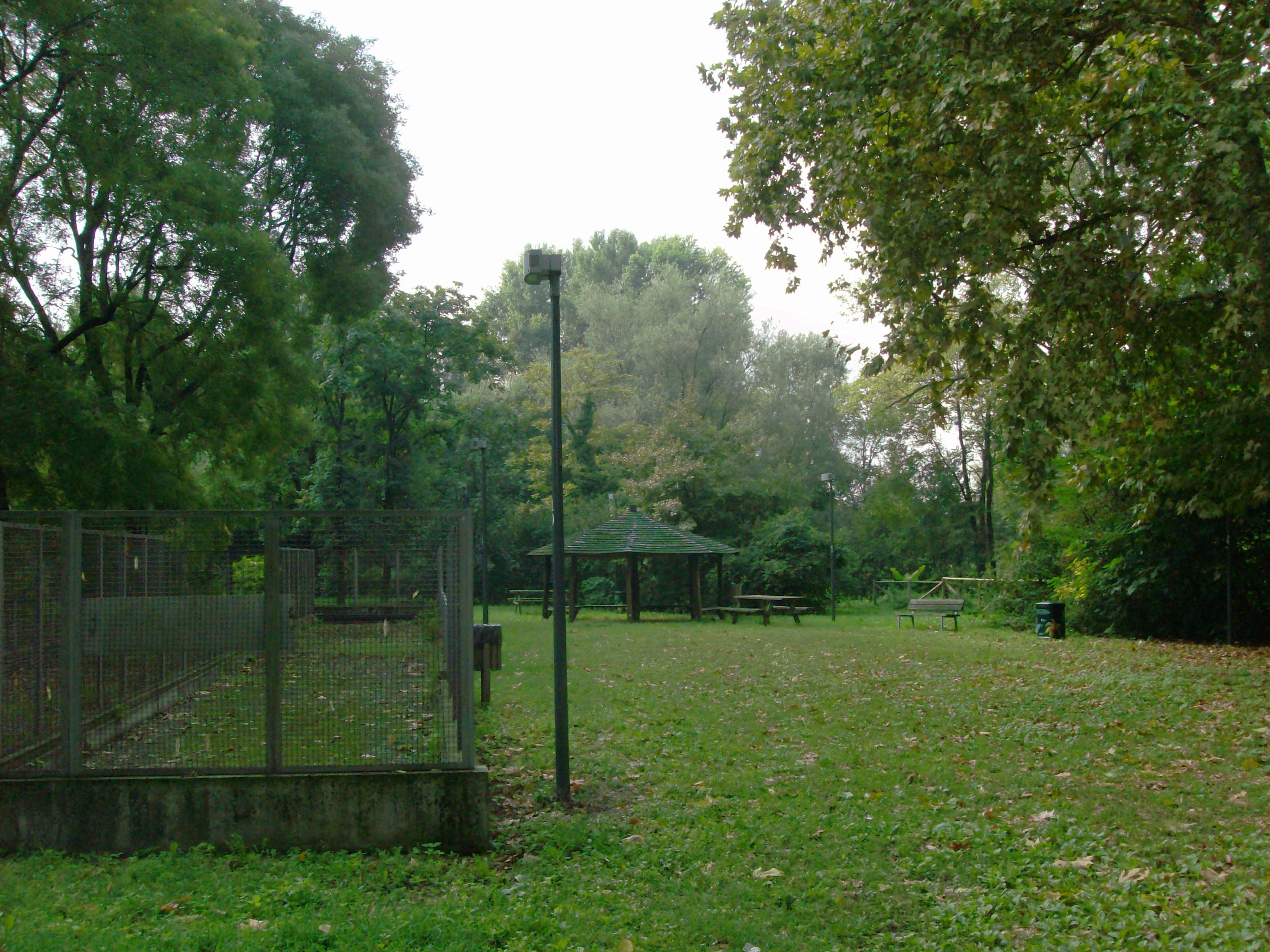
Parco della Cava di Muggiano
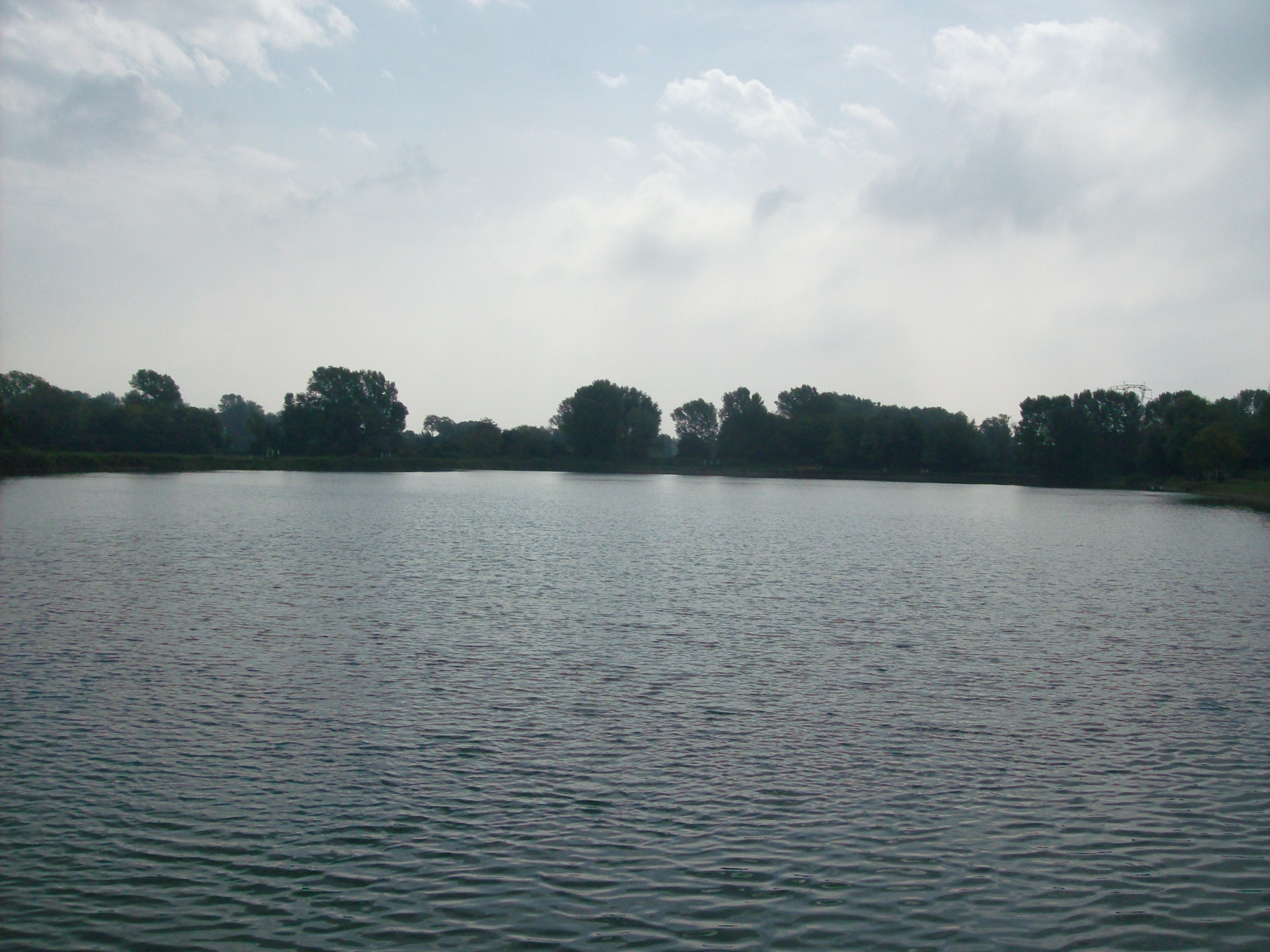
La Cava Cascina Guasconcina chiamata anche "Lago dei Cigni"

## Infrastrutture e trasporti
Il quartiere di Muggiano è lambito a est dalla tangenziale Ovest di Milano, che serve il quartiere attraverso uno svincolo posto nelle vicinanze del quartiere. La principale strada del quartiere, nonché l'unica che collega Muggiano con il resto della città di Milano è Via Mosca.
Data la natura rurale e la bassa urbanizzazione dell'area, Muggiano non è servito da linee metropolitane o ferroviarie.
Fino agli anni '90 la linea di autobus 48 collegava Muggiano a Baggio. Poi per circa 10 anni la linea 63 (Olmi-De Angeli) passava (una corsa su tre) da Muggiano. Ora la linea 63 collega stabilmente Muggiano a Bisceglie M1 e piazza De Angeli ed è gestita da ATM, passando da Quartiere Olmi e Baggio.
Il  prolungamento della linea 1 della metropolitana, i cui lavori dovrebbero iniziare a fine 2024, prevede l'ultima fermata della M1 a 350mt da Muggiano. È previsto un prolungamento per un totale di 3 fermate, da Bisceglie a Quartiere Olmi.